# Медников, Анатолий Михайлович
Анатолий Михайлович Медников (21 июня 1918 года , Екатеринослав — 14 сентября 2004 года) — русский советский писатель.

## Биография
Родился 21 июня 1918 года в Екатеринославе. Участник Великой Отечественной войны. С июля 1941 года — красноармеец истребительного батальона НКВД № 22, затем сержант 1899-го и 1101-го полков 326-й Ярославской стрелковой дивизии. В 1943 году после двух ранений уволен по инвалидности. До конца войны работал военным корреспондентом редакции последних известий Всесоюзного радио.
В 1944 году окончил Литературный институт им. М. Горького. Член Коммунистической партии с 1970 года.

### Личная жизнь
Жил и работал в Москве. Был женат; супруга: Людмила Захаровна Уварова, писательница и сценарист (1918—1990). Был женат на лингвисте Э. М. Медниковой, дочь Алина (род. 1946).
Скончался 14 сентября 2004 года. Урна с прахом захоронена на 1 участке Нового Донского кладбища.

### Творчество
Начал печататься с 1947 года. Автор книг, очерков и документальных повестей про рабочий класс, таких как:
- 1949 — Немеркнущие огни
- 1955 — Ведущий стан
- 1956 — В наши дни
- 1959 — Супруги Проскурины
- 1960 — Крылья: книга очерков
- 1961 — Случилось в Сосновске
- 1964 — Дорога сильных
- 1964 — Семнадцать дней
- 1965 — Второе чудо
- 1966 — Дом Герцена
- 1968—1970 — Тонкий профиль
- 1972 — Московский дом
- 1973 — Доля бессмертия
- 1975 — Гвардии строители
- 1975 — Главная линия: сборник рассказов
- 1976 — Свет морских окон
- 1978 — Эстафета: книга очерков
- 1980 — Время строить: роман
- 1982 — Сорок тетрадей: книга очерков
- и др.

Событиям последних дней войны посвящены его книга рассказов и роман:

| - 1962 — «Берлинская тетрадь» | : и | - 1969 — «Открытый счёт: роман. |

Лауреат премий Союза писателей СССР и ВЦСПС.

### Общественная деятельность
Являлся «рабочим секретарём» Московского отделения СП СССР.